# 캐시리스 사회

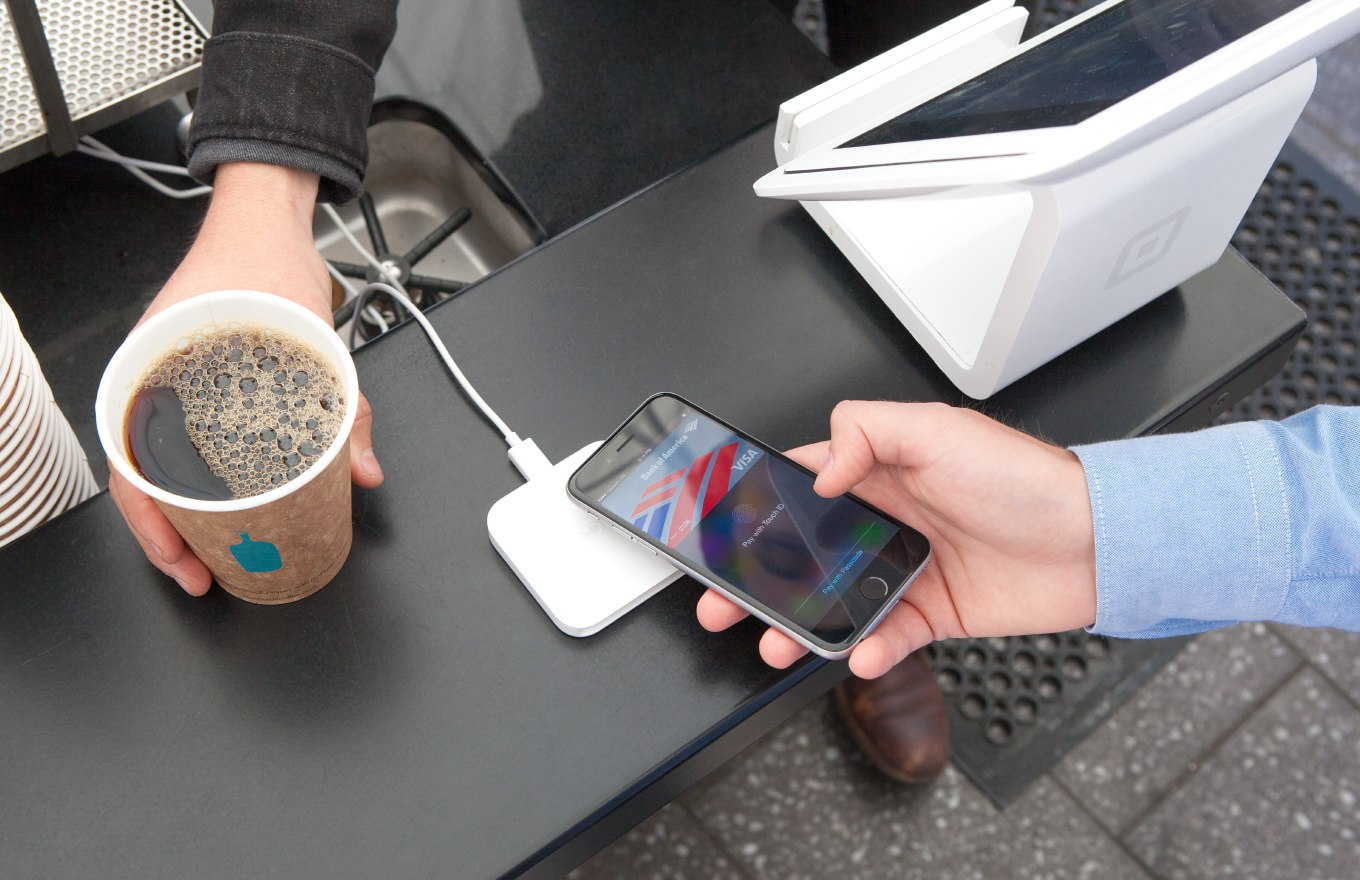
자신의 전화에 애플 페이를 사용하여 스퀘어 판독기에 대고 커피를 구매하는 한 소비자

캐시리스 사회(Cashless society)에서 금융 거래는 물리적 지폐나 동전이 수반되지 않으며 그 대신 디지털 정보(보통 돈의 전자적 표현)로 수행된다. 캐시리스 사회는 인간 사회가 존재했을 때부터 존재했으며, 여기에는 물물교환 및 기타 방식의 교환에 기반을 두었다. 그리고 캐시리스 거래는 신용카드, 직불 카드, 모바일 결제, 디지털 통화(비트코인 등)를 이용하여 현대에 가능해지기도 했다. 그러나 이 문서에서는 캐시가 전자적 디지털 형태로 교환되는 디지털 통화로 대체되는 것에 대해 주로 다룬다.
이러한 개념은 널리 논의되고 있는데 특히 세계가 상업, 투자, 그리고 세상의 수많은 지역의 일상에서 화폐의 디지털 방식의 기록, 관리, 교환을 경험하기 때문이다.

## 같이 보기
- 세계 경제
- 디지털 통화
- 가상화폐
- 법정 통화
- 대중감시
- 수표
- 비접촉 결제
- 온라인 뱅킹